# Leithe (Adelsgeschlecht, Kugeln)

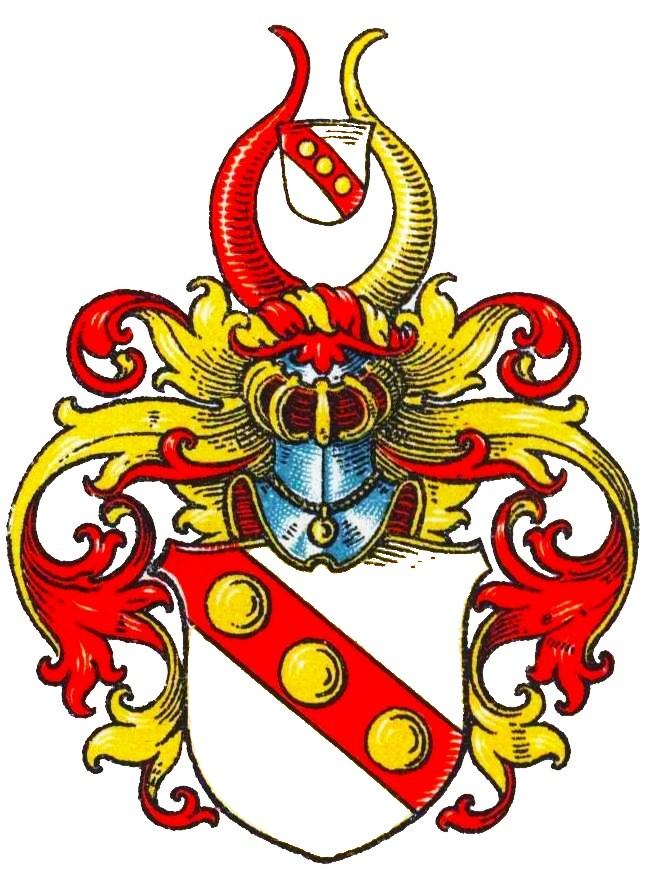
Wappen derer von der Leithe(n) im Wappenbuch des Westfälischen Adels (Tingierung korrigiert)

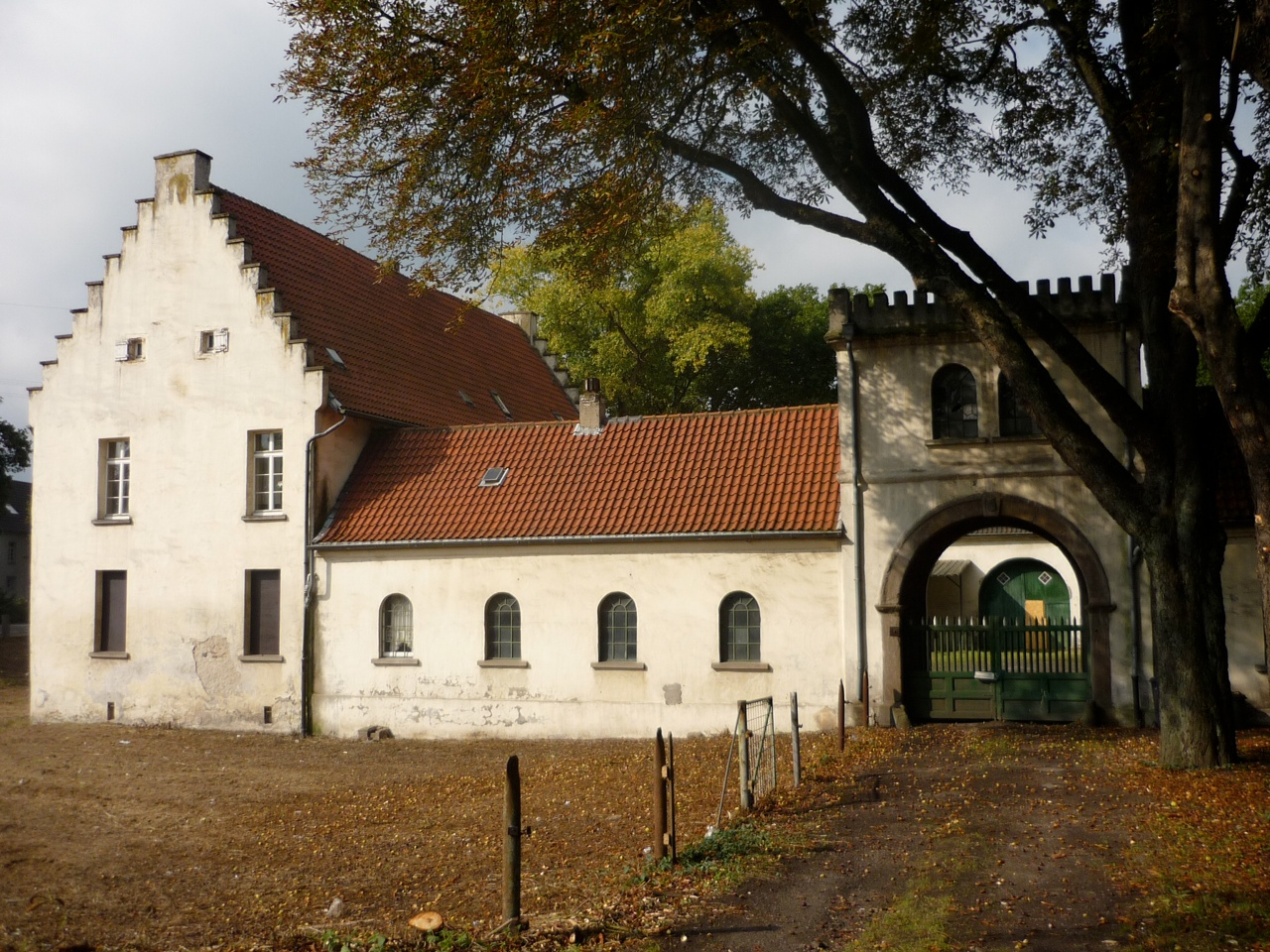
Haus Leithe in Gelsenkirchen-Neustadt

Von der Leithe (auch Lethene, Leythe, Leite, Leithen o. ä.) ist der Name eines erloschenen westfälischen Uradelsgeschlechts, das eines Stammes mit den wappenverwandten Vietinghoff war. Ergänzend wurden verschiedene Genanntnamen geführt: dictus Gröne/Groyne, genannt von Baldeney oder genannt Keseken.
Das Geschlecht ist zu unterscheiden von den namensgleichen, in derselben Region ansässigen, aber wappenverschiedenen und nichtstammesverwandten Leithe. Selbst in der einschlägigen Literatur werden Besitzungen der beiden Familien oftmals falsch zugeordnet.

## Geschichte
Das Geschlecht stammt aus der Grafschaft Mark. Ihren Namen führte die Familie laut Anton Fahne nach einem Haus Leithe (1436: Leitenborg) im heutigen Bochum-Langendreer, das die Familie noch 1372, aber bereits 1436 nicht mehr besaß. Im heutigen Gelsenkirchen-Neustadt hatte die Familie mit Haus Leithe ihren Stammsitz bis 1438. Ferner saß die Familie auf Burg Baldeney in Essen-Bredeney (urkundlich 1351–1425), Aschenbruch (Bochum) (1403), Berge (später Schloss Schellenberg) in Essen-Rellinghausen (1388–1452), Berghofen im Kirchspiel Bochum-Harpen, Haus Krawinkel im heutigen Bochum-Stahlhausen, Haus Heyde in Witten, Haus Rönhagen in Olfen und Haus Romberg in Ascheberg-Davensberg.
Das Geschlecht erscheint zuerst 1230 mit Theodericus de Lethene, miles und Timo, seinem Sohn. 1314 bekundeten Ritter Dietrich der Jüngere von Lethene und sein erstgeborener Sohn Everhard, dass, nachdem die Essener Äbtissin Beatrix den Zehnten ihrer Hove ton Erlen von Hugo von Pechoue und seinen Erben erworben hatte, sie mit Zustimmung ihrer Erben auf ihre einstigen Lehnsrechte verzichtet haben. Sie siegelten mit dem Kugelbalkenwappen. 1323, 1327 und 1339 erscheinen dieselben wiederum zusammen, nun beide als Ritter. Mit der 1339er Urkunde ließ Dietrich von Leithe seine ten Poete genannten im Kirchspiel Gelsenkirchen gelegenen Güter mit allem Zubehör je zur Hälfte den Stiftsdamen und den Kanonikern von Essen auf. Hinrik von Leithe, Sohn von Wenemar von Leithe, war 1350 Schulte des Stifts Essen und siegelte mit dem Kugelbalkenwappen. Auch ein 1351 erscheinender Diderik von Leyten und ein 1358 auftretender Everd von Leithe führten das Kugelbalkenwappen in ihren Siegeln. Auch Gerd Kesken (Keseken) von Leithe siegelte 1359 mit dem Kugelbalkenwappen, als er mit Zustimmung seiner Mutter Mette (Mechtild), seiner Schwester Mette und aller Erben seine Fischerei in der Ruhr mit der zugehörigen Katstelle und allem anderen Zubehör, wie sie sein Vater Hinrich Kesken von Leithe besessen, an Nolden von Kückelsheim und dessen Sohn Burchard gegen eine bereits bezahlte Summe Geld verkauft. Er versprach dieses ehemalige Essener Dienstmannegut, das sein Vater von der Äbtissin und dem Stift von Essen hatte, aufzulassen. 1380 bekundete Evert von Letene zu Baldeney mit dem Kugelbalkensiegel, dass er von dem Scharpenberg dem Abt von Werden in das Speicheramt als Pacht drei Malter Roggen Werdener Maß jeweils am 11. November bzw. innerhalb von drei Wochen danach liefern sollte. 1381 bekannten die Eheleute Anton von der Leithen und Helena von Witten, dass sie einträchtig und mit Zustimmung ihrer Erben die Hufe to dem Tie zu Eppendorf gen. Tyemanshove mit allem Zubehör und den darauf sitzenden Leuten an den Abt von Werden Heinrich von Wildenberg verkauft zu haben. Dazu gehören weiter die Kotten to me Hemsade, to dem Nienhuis und to dem Koeten im Kirchspiel Wattenscheid. Anton von der Leithen siegelte mit dem Kugelbalkenwappen.
Laut Max von Spießen erlosch das Geschlecht um 1460 mit dem Tod von Catharina von der Leithe, Ehefrau des Johann von Vietinghoff genannt Schell. Allerdings erscheint noch 1509 und 1521 Heinrich von der Leithen von Wetter, der bekannt machte, dass ihn der Werdener Abt Johann zu Dienstmannsrecht mit dem Gut tem Busschede gen. Backenoerengut bzw. Krawinkels samt allem Zubehör im Kirchspiel Rellinghausen belehnt hatte. Sein Siegel zeigt den Kugelbalken, allerdings oben und unten von jeweils einem Stern begleitet. Es soll sich hierbei um eine Bastardlinie handeln.

## Wappen
Blasonierung: In Silber ein roter schrägrechter Balken mit drei goldenen Kugeln belegt. Auf dem rot-golden bewulsteten Helm mit rot-goldenen Helmdecken zwei Büffelhörner, rechts rot, links golden, dazwischen der Schild.
Max von Spießen gibt abweichend an, dass der Schild golden ist.